# Hamad Al-Shamsan
Hamad Mahmood Ismaeel Ali Mohamed Al-Shamsan (arab. حمد محمود الشمسان; ur. 29 września 1997 w Manamie) – bahrajński piłkarz grający na pozycji obrońcy. Od 2018 jest zawodnikiem klubu Riffa SC.

## Kariera piłkarska
Swoją karierę piłkarską Al-Shamsan rozpoczął w klubie Budaiya SC, w którym w 2015 roku zadebiutował w drugiej lidze bahrajńskiej. W 2018 przeszedł do Riffa SC.

## Kariera reprezentacyjna
W reprezentacji Bahrajnu Al-Shamsan zadebiutował 6 września 2018 w zremisowanym 1:1 towarzyskim meczu z Filipinami. W 2019 roku został powołany do kadry na Puchar Azji.